# Acradina

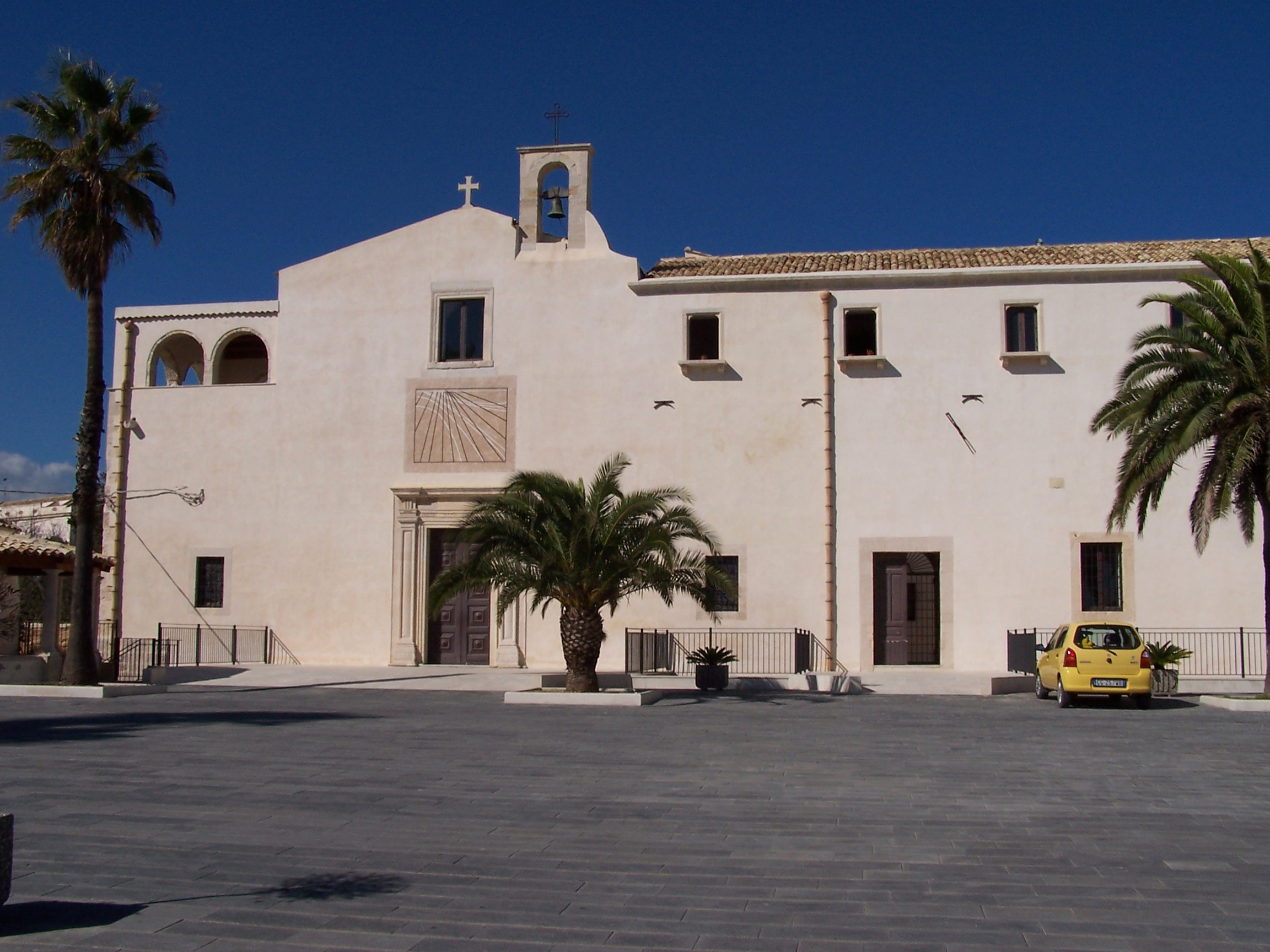
Convento e chiesa dei cappuccini nell'Acradina

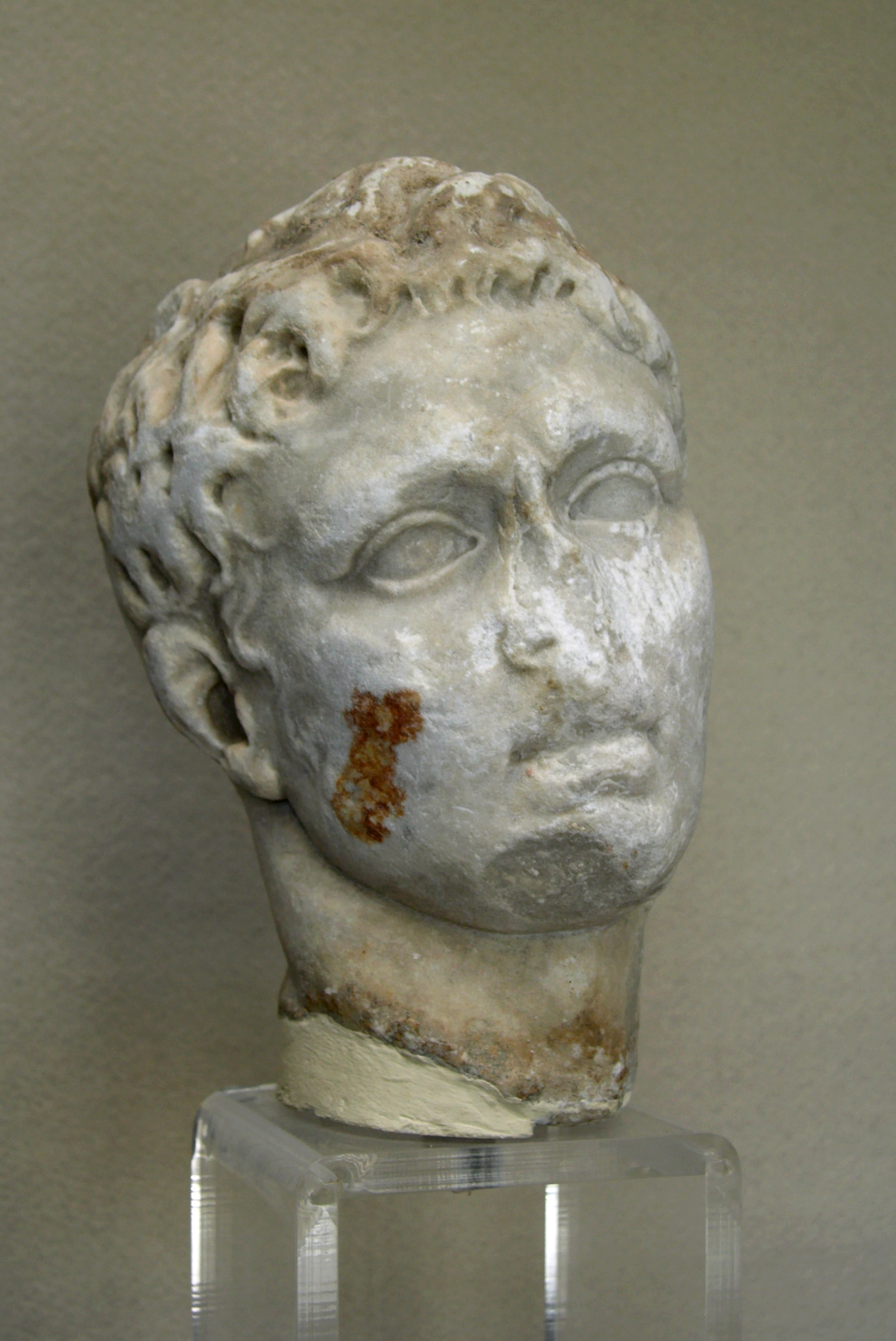
Scultura di volto maschile risalente al 300-200 a.C. rinvenuto ad Acradina

Acradina (o anche Akradina, Ἀχραδίνη), il cui nome tradotto dal greco significa "terra dei peri selvatici", è il nome di quello che era uno dei quartieri della Pentapoli e, fino al 2018, una circoscrizione di Siracusa. In passato e soprattutto in epoca greca, comprendeva la sottostante Borgata Santa Lucia e tutta la parte centro-meridionale dell'attuale Siracusa, ad eccezione della balza omonima che faceva parte di Tiche.
Si trova a nord di Ortigia e si estende sino alla costa est, al confine con gli odierni quartieri di Santa Lucia e di Grottasanta. È separata da Tiche dalle mura dette di Gelone (attualmente rintracciabili nei pressi della via Ludovico Mazzanti). Oltre alle mura difensive che costeggiavano il mare, in Acradina sono presenti le latomie dei cappuccini storicamente utilizzate come cave di pietra su cui si eleva la balza omonima, cioè un piccolo rilievo ibleo di altrettanto interesse storico e archeologico vista la presenza di ipogei sepolcrali e di nicchie greche. Nelle sue grotte, veniva allestito il presepe sia in forma classica che in forma vivente. Intorno a tutto ciò, c'è un parco in passato denominato a testa o Re (la testa del Re, appellativo dovuto alla presenza di un mascherone che secondo la credenza popolare raffigura la testa di un re appunto, posto nei dintorni in un'antica villa) e molto frequentato dai siracusani per le scampagnate, che permette alla balza di prestarsi anche al turismo naturalistico, nonché al turismo religioso visto che nella sua sommità si trova la lapide con una croce di ferro dedicata a Giovanni Paolo II (a cui è intitolato anche il parco sottostante) che da qui parlò alla cittadinanza durante la sua visita a Siracusa il 5 e il 6 novembre 1994 per consacrare il poco distante Santuario della Madonna delle lacrime.
In basso, oltre al convento e alla chiesa dei cappuccini nelle cui latomie c'è anche un teatro denominato "di verdura" che negli anni sessanta e settanta ospitò concerti e spettacoli teatrali, ci sono altre latomie denominate del casale e Navanteri, e più avanti le limitrofe catacombe di San Giovanni. 
La parte moderna di Acradina è costituita dai quartieri di Bosco Minniti, Tisia e Zecchino.